# William Wilde

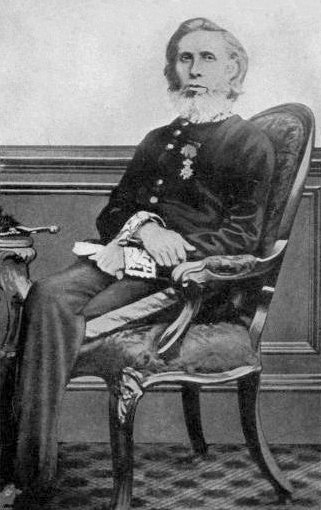
Sir William Wilde.

William Robert Willis Wilde, född i mars 1815 i Kilkeevin nära Castlerea i County Roscommon, död 19 april 1876 i Dublin, var en irländsk öron- och ögonläkare. Han var far till Oscar Wilde. 
Wilde innehade praktik i Dublin från 1841, öppnade 1844 en ögonklinik vid Saint Markus Hospital, men ägnade sig även ivrigt åt otologi. Han utnämndes 1863 till hedersdoktor vid Dublins universitet. Han skrev bland annat Practical Observations on Aural Surgery (1853) och uppfann Wildes slunga, avsedd för avlägsnande av polyper. Wilde tilldeledes Cunninghammedaljen 1873.